# Ingmar Bergman
Pour les articles homonymes, voir Bergman.
Ne doit pas être confondu avec Ingrid Bergman.
Ingmar Bergman [ˈɪŋːmar ˈbærjman]  est un metteur en scène, scénariste et réalisateur suédois, né le 14 juillet 1918 à Uppsala et mort le 30 juillet 2007 sur l'île de Fårö.
Il s'est imposé comme l'un des plus grands réalisateurs de l'histoire du cinéma en proposant une œuvre s'attachant à des thèmes métaphysiques (Le Septième Sceau), à l'introspection psychologique (Les Fraises sauvages, Persona) ou familiale (Cris et Chuchotements, Fanny et Alexandre) et à l'analyse des comportements du couple (Scènes de la vie conjugale).
Récompensé plusieurs fois, il remporte notamment au cours de sa carrière l'Ours d'or à Berlin, un Lion d'or pour sa carrière à Venise, le prix du jury et le prix de la mise en scène à Cannes, et à trois reprises l'Oscar du meilleur film en langue étrangère. Il est également l'unique cinéaste distingué d'une « Palme des Palmes », remise lors du Festival de Cannes 1997.

## Biographie

### Enfance

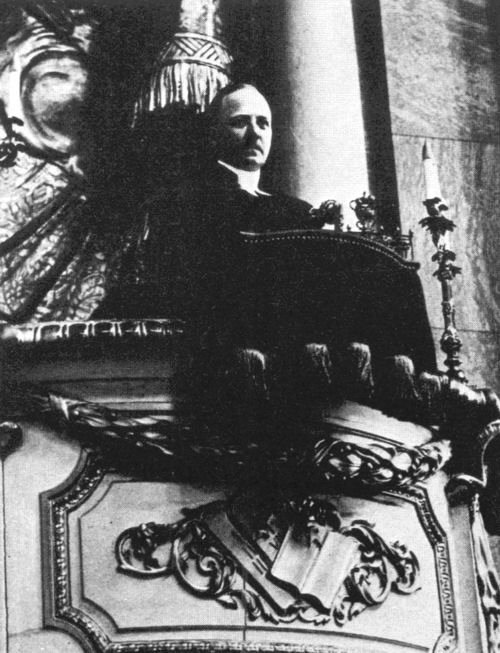
Erik Bergman, père d'Ingmar Bergman.

Ernst Ingmar Bergman naît en 1918. Il est le fils cadet d'une famille de trois enfants : il a un frère aîné, Dag, et une sœur plus jeune, Margareta, qui vient au monde quatre ans plus tard. Le jeune Ingmar Bergman vit une enfance tourmentée ; ses relations avec sa mère et son frère sont contrariées par les manipulations et les chantages affectifs. Le père est un pasteur luthérien ambitieux. Le presbytère où vit la famille est ouvert à tous les paroissiens et se doit d'être modèle. Sans doute cédant à cette pression sociale, le père soumet sa famille à une discipline extrêmement rigide. Les enfants sont élevés dans la traque obsessionnelle du péché et du repentir. Les punitions corporelles sont courantes et ritualisées,. Le traumatisme de cette éducation rigide affleure dans certaines de ses œuvres,.
Il passe le meilleur de son enfance chez sa grand-mère à Uppsala qui l'emmène au cinéma, Ingmar Bergman se découvre une passion précoce pour cet art. Lors d'un Noël, une riche parente offre aux enfants un appareil de projection. La bobine se tourne à la main et permet de voir un petit film en boucle. Ce cinématographe agit comme la madeleine de Proust pour le futur réalisateur — il baptisera plus tard sa société de production « Cinematograph ». Lorsqu'il a 12 ans, son père obtient qu'il puisse visiter les studios cinématographiques suédois de Råsunda, en banlieue de Stockholm. C'est, pour lui, comme « entrer au paradis ».
Quant au théâtre, dans lequel il va aussi faire carrière, il s'y rend régulièrement dès son jeune âge. Ingmar Bergman a l’occasion de l’observer en coulisse grâce à un musicien qui joue derrière la scène pour une représentation du Songe d’August Strindberg, un de ses auteurs préférés, et qu’il mettra lui-même en scène à plusieurs reprises. Ses lectures s'ouvrent aussi à Dostoïevski, Balzac, Flaubert, Nietzsche…
Dans le cadre d’un programme d’échange, il part en Allemagne, dans la région de Thuringe, en 1934. Le pays est dirigé par le national-socialisme, sa famille d’accueil l'emmène écouter un discours de Hitler dans un stade de Weimar. Le jeune homme est fasciné par le discours du Führer. À son retour en Suède, son milieu essentiellement germanophile s'est imprégné de l’idéologie nazie, son frère faisant partie des fondateurs et des membres actifs du parti national-socialiste suédois. Le traumatisme de la découverte des camps de concentration nazis le conduira par la suite à prendre ses distances avec la politique. Et Ingmar Bergman évitera dans son œuvre les messages politiques.

### L'école théâtrale

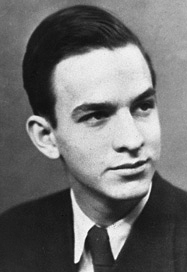
Le jeune Ingmar Bergman.

Ingmar Bergman s'inscrit en 1937 en histoire et littérature à l'université de Stockholm, il y suit les cours de Martin Lamm, un professeur réputé, spécialiste de Strindberg et d’Emanuel Swedenborg. Ses études, cependant, sont contrariées par un emploi du temps chargé, presque entièrement consacré au théâtre. Il participe en effet au programme théâtral d’une maison des jeunes, le Mäster Olofsgården, où il met en scène des pièces de Strindberg, Shakespeare, Suttone Vane et Doris Rönnqvist. On lui offre épisodiquement la possibilité de travailler avec des professionnels au sein du Studio dramatique. Un temps acteur, il finit par définitivement se tourner vers la mise en scène. Il assure aussi la direction de plusieurs pièces données au théâtre des étudiants dont Le Pélican de Strindberg. Il noue à cette occasion une relation amoureuse avec une jeune actrice érudite. Cette liaison parvient à la connaissance de ses parents, qui réprouvent la vie tumultueuse de leur fils. À la suite d’une explication violente, Ingmar Bergman quitte définitivement le foyer familial et s’installe avec sa maîtresse. Cette relation tourne court lorsqu’Ingmar Bergman se voit proposer une tournée en province qui le conduit par la même occasion à précipiter la fin de ses études.
Au printemps 1939, dans la nécessité de trouver un emploi, il tente sans succès de se faire embaucher au Théâtre dramatique royal de Stockholm, et doit se contenter d'un poste d’assistant à la mise en scène pour l’opéra royal de Stockholm, où il est occasionnellement souffleur. Il y fait ses armes, notamment aux côtés de Ragnar Hyltén-Cavallius, à la fois cinéaste et metteur en scène reconnu. La Seconde Guerre mondiale éclate quand Ingmar Bergman doit accomplir son service national, mais il est aussitôt démobilisé à cause d'un ulcère. En repos chez sa grand-mère en Dalécarlie, province du Centre de la Suède, il écrit une douzaine de pièces de théâtre et un opéra. Il met en scène l’une d’elles, La Mort de Polichinelle, largement inspirée de pièces de Strindberg. À la fin de la représentation, il est approché par Carl Anders Dymling, directeur de la Svensk Filmindustri, et Stina Bergman, directrice du service des scénarios, qui lui proposent un emploi pour écrire et revoir les scénarios produits par la société.

### Premiers pas à la Svensk Filmindustri
Intégré dans une équipe de six scénaristes, il est parfois envoyé sur des tournages pour corriger des dialogues. Les méthodes d’écriture sont empruntées aux méthodes américaines alors en vogue, Ingmar Bergman leur préfère pourtant celles des films français de l’époque, de Jean Renoir, de Marcel Carné, ou de Julien Duvivier. Il fait la connaissance de Gustaf Molander à qui il fait lire un scénario inspiré de ses années d’études. Celui-ci en recommande l'adaptation à la production qui en confie la réalisation à Alf Sjöberg. Ingmar Bergman insiste pour assister au tournage et obtient un poste de script-boy. Impatient et ambitieux, il tente à plusieurs reprises de s’immiscer dans le travail du réalisateur. En vain. Le jeune scénariste est remis à sa place. Tourments (Hets) sort en 1944. Le film est suffisamment remarqué pour faire partie de la sélection de la Mostra de Venise.

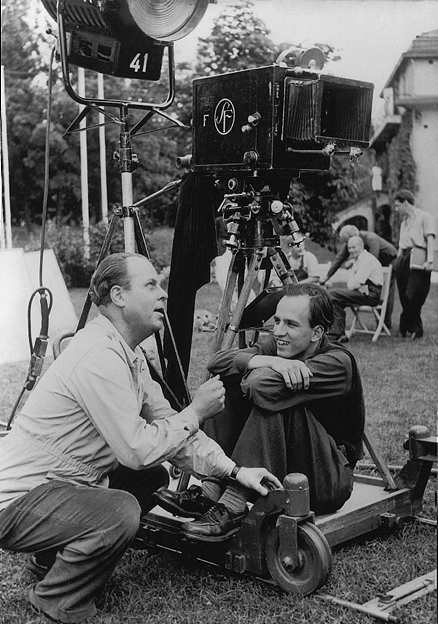
Ingmar Bergman sur le tournage de Crise, son premier film, sorti en 1946.

Dans le même temps, la commune de Helsingborg cherche à sauver son théâtre municipal et propose sa direction à Ingmar Bergman. Le théâtre est en piteux état, mais il accepte. Il est alors marié à une jeune danseuse et chorégraphe, Else Fischer, qui a accouché d’une enfant à la fin de l’année 1943. Le bébé et sa mère sont atteints de la tuberculose et Ingmar Bergman enchaîne mises en scène et scénarios pour faire face aux frais d’hospitalisation. En 1945, la Svensk Filmindustri lui commande l’adaptation et la réalisation d’une pièce de théâtre. Ingmar Bergman est enthousiaste, mais il pèche par orgueil et son manque d'expérience est encore trop grand. Le tournage a lieu en été dans des conditions catastrophiques. Il se brouille avec le chef opérateur, davantage porté sur le documentaire, et peine à maîtriser ses troupes. Le mauvais temps gâche les extérieurs, le laboratoire gâche les pellicules, et la production du film souffre d’un accident du travail lors d’une prise en studio. Tout au long de cette épreuve, Bergman reçoit les conseils du cinéaste Victor Sjöström et ceux de son monteur expérimenté, Oscar Rosander, qui l’aide à remettre le film sur pied – il collaborera par la suite à tous les films d’Ingmar Bergman jusqu’au Visage. Crise (Kris), premier film réalisé par Ingmar Bergman, sort en 1946.
Ingmar Bergman poursuit son travail au théâtre municipal de Helsingborg et continue à écrire des scénarios pour la Svensk Filmindustri. Il monte l’une de ses pièces, Rachel et l’ouvreuse de cinéma, adaptée plus tard pour L'Attente des femmes. Sa femme, qui devait initialement occuper un poste de chorégraphe au sein du théâtre, doit être remplacée en raison de sa maladie. Elle lui recommande une amie : Ellen Lundström avec laquelle il noue une liaison qui conduit les époux à divorcer. À l’automne 1946, le jeune couple déménage pour Göteborg où Ingmar Bergman obtient un poste de metteur en scène au théâtre municipal dont le directeur Torsten Hammarén devient son mentor et lui enseigne des techniques de mise en scène pour une pièce d’Albert Camus, Caligula, avec le comédien Anders Ek.
Après l’échec de Crise, la Svensk Filmindustri hésite à renouveler l’expérience de la réalisation avec Ingmar Bergman. C’est avec le producteur Lorens Marmstedt, qu’il dirige ses trois films suivants : Il pleut sur notre amour (Det regnar på vår kärlek, 1946), L'Éternel Mirage (Skepp till India land, 1947) et Musique dans les ténèbres (Musik i mörker, 1948). Ces premiers films sont empreints de l’influence du cinéma français des années 1930 et notamment de Marcel Carné. Il s’en dégage une violente révolte contre la religion et la famille. À l’exception de Musique dans les ténèbres, ses films sont rejetés par la critique qui les trouve subversifs et immatures. Il écrit encore le scénario de La Femme sans visage (Kvinna utan ansikte, 1947), pour Gustaf Molander et entame une activité de metteur en scène à la radio avec un texte original, La Ville (1951), inspiré d’une virée dans Berlin, lors de son séjour en Allemagne.

### Maturité

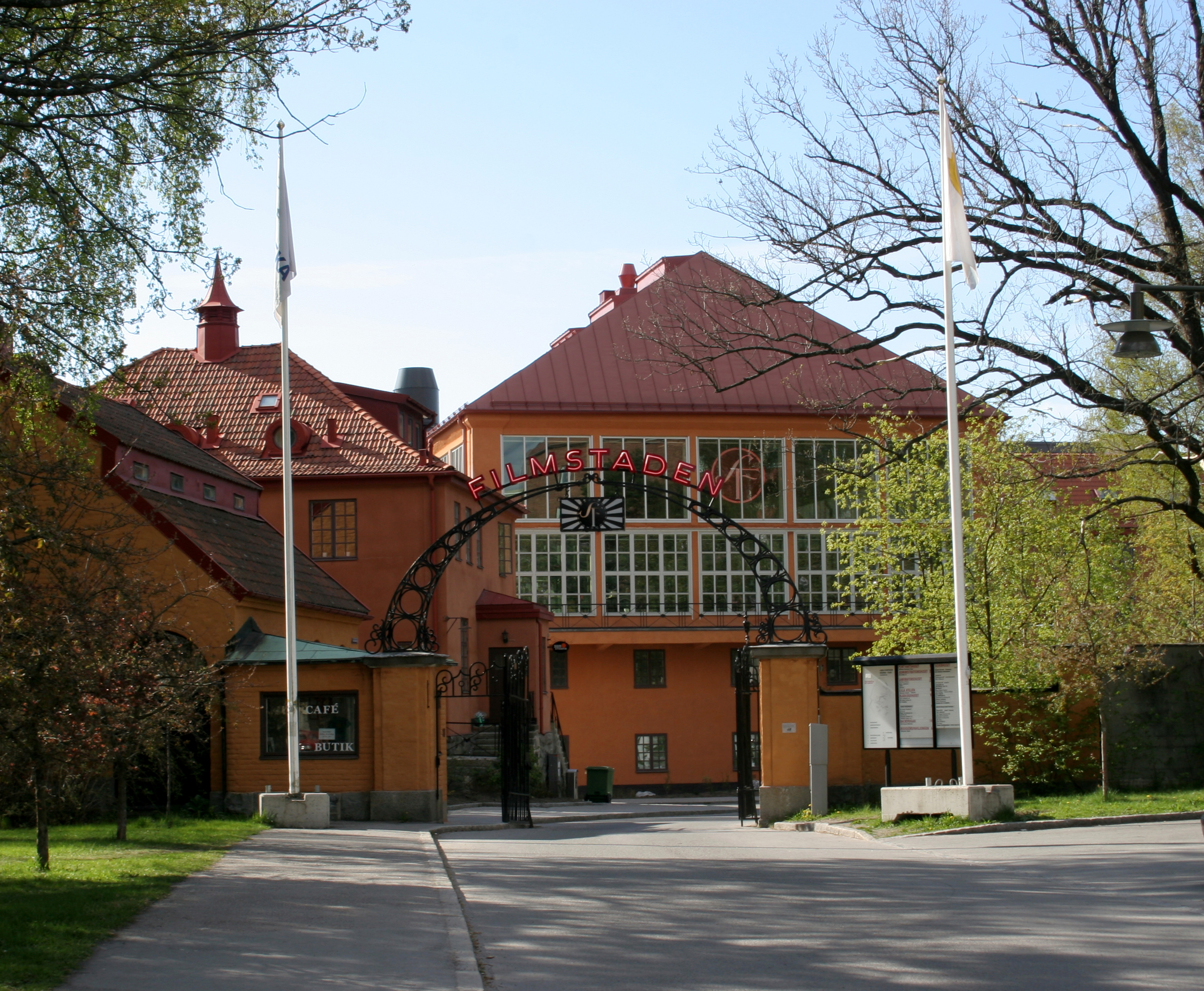
L'entrée tant convoitée de Filmstaden, les studios de la Svensk Filmindustri à Råsunda, en banlieue de Stockholm. Ingmar Bergman y a tourné la plupart de ses films.

Dans le cadre d’un nouveau contrat avec la Svensk Filmindustri, Ingmar Bergman part en 1949 à Cagnes-sur-Mer avec le comédien Birger Malmsten pour y écrire un scénario. Le réalisateur est parvenu à réintégrer le giron de la célèbre société. Il a pour la première fois signé la réalisation ainsi que le scénario du film La Prison (Fängelse, 1949) et gagne en assurance. Son activité artistique est débordante, alternant mises en scène théâtrales et cinématographiques ainsi que des allers-retours constants entre Stockholm et Göteborg, aux dépens de son couple avec Ellen Lundström qui bat de l’aile. Le séjour dans la ville de la Côte d'Azur est solitaire ; Birger Malmsten est absorbé par une relation sentimentale. Ingmar Bergman écrit seul son scénario. Vers la joie (Till glädje, 1950) est tourné durant l’été. Au cours du tournage, il reçoit la visite d'une journaliste d’une revue cinématographique, Gun Hagberg. Immédiatement séduit, le réalisateur, sitôt le film achevé, s’envole avec elle à Paris, et rompt avec son épouse. À son retour, il s’installe avec sa nouvelle maîtresse à Stockholm. La vie du couple connaît des hauts et des bas. Les enfants du précédent mariage de Gun Hagberg les rejoignent à la fin de l’année 1950 tandis qu’un autre naît de leur union. Ingmar Bergman doit ainsi entretenir trois familles. Or, les engagements manquent.
Durant l’été 1950, l’industrie cinématographique suédoise s'est mise en grève pour obtenir de meilleures conditions de travail. Le mouvement s’éternise, Ingmar Bergman traverse alors de graves difficultés financières et doit solliciter un important prêt à la Svensk Filmindustri qui consent en échange d’une exclusivité sur plusieurs scénarios et des honoraires à la baisse. Il accepte de réaliser des films publicitaires et une œuvre de commande, Une telle chose ne se produirait pas ici. Ce n’est qu’au printemps 1951 que la grève cesse. Le réalisateur enchaîne alors deux tournages, celui de L'Attente des femmes (Kvinnors väntan, 1952) avec des extérieurs à Paris, et celui d'Un été avec Monika (Sommaren med Monika, 1953) dans l’archipel de Stockholm. Le premier rôle de ce dernier film est confié à Harriet Andersson, à l'époque jeune danseuse de revue. Le tournage se prolonge à cause d’ennuis techniques et Ingmar Bergman tombe sous le charme de l’actrice. La liaison ne dure pas, mais suffit à briser son ménage. Il doit quitter le foyer familial et redevient célibataire.

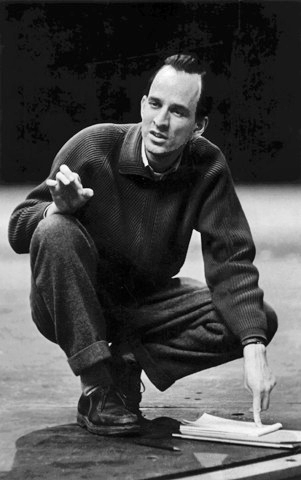
Bergman donnant ses instructions sur la scène du théâtre de Malmö (1958).

Au théâtre, Bergman, nommé directeur artistique du théâtre municipal de Malmö en 1952, assure plusieurs mises en scène, certaines pour le répertoire classique (Peer Gynt, Le Misanthrope), des opérettes (La Veuve joyeuse) ainsi que deux de ses propres pièces : Peinture sur bois et Meurtre à Bajärna. Il poursuit aussi ses adaptations radiophoniques avec des pièces de Strindberg et les Noces de sang de Federico García Lorca (1952). Le travail théâtral de l’auteur se double d’une intense activité cinématographique. Il tourne successivement La Nuit des forains (Gycklarnas afton, 1953), Une leçon d'amour (En Lektion i kärlek, 1954) et Rêve de femmes (Kvinnodröm). À l’automne 1955, après le tournage de Sourires d'une nuit d'été (Sommarnattens leende, 1955), victime du surmenage et d’un ulcère qui le fait souffrir depuis de nombreuses années, il est hospitalisé.
Avec La Prison, la maturation du cinéma de Bergman est, à la veille de la réalisation du Septième Sceau, déjà accomplie,. L’influence du cinéma français d’avant-guerre s’est estompée au profit d’un style plus personnel. Ville portuaire (Hamnstad, 1948) ou Monika, sont encore influencés par le cinéma italien néoréaliste,, mais son style personnel s’affirme. On trouve dans les films qu’il dirige entre 1948 et 1955 nombre de caractéristiques de l’empreinte personnelle du réalisateur : interrogations métaphysiques sur la vie et la mort (La Prison), érotisme prégnant (Monika, L’Attente des femmes, La Nuit des forains), désillusion conjugale (L’Attente des femmes, Une leçon d’amour, Sourires d’une nuit d’été), le spectacle (La Prison, Vers la joie, La Nuit des forains)… Sa vision de la féminité notamment étonne. Son langage cinématographique se positionne davantage du côté de la femme ; c’est au travers de leur regard que l’attitude des hommes est brocardée : les personnages féminins sont nuancés quand les personnages masculins sont au contraire typés.

### Reconnaissance

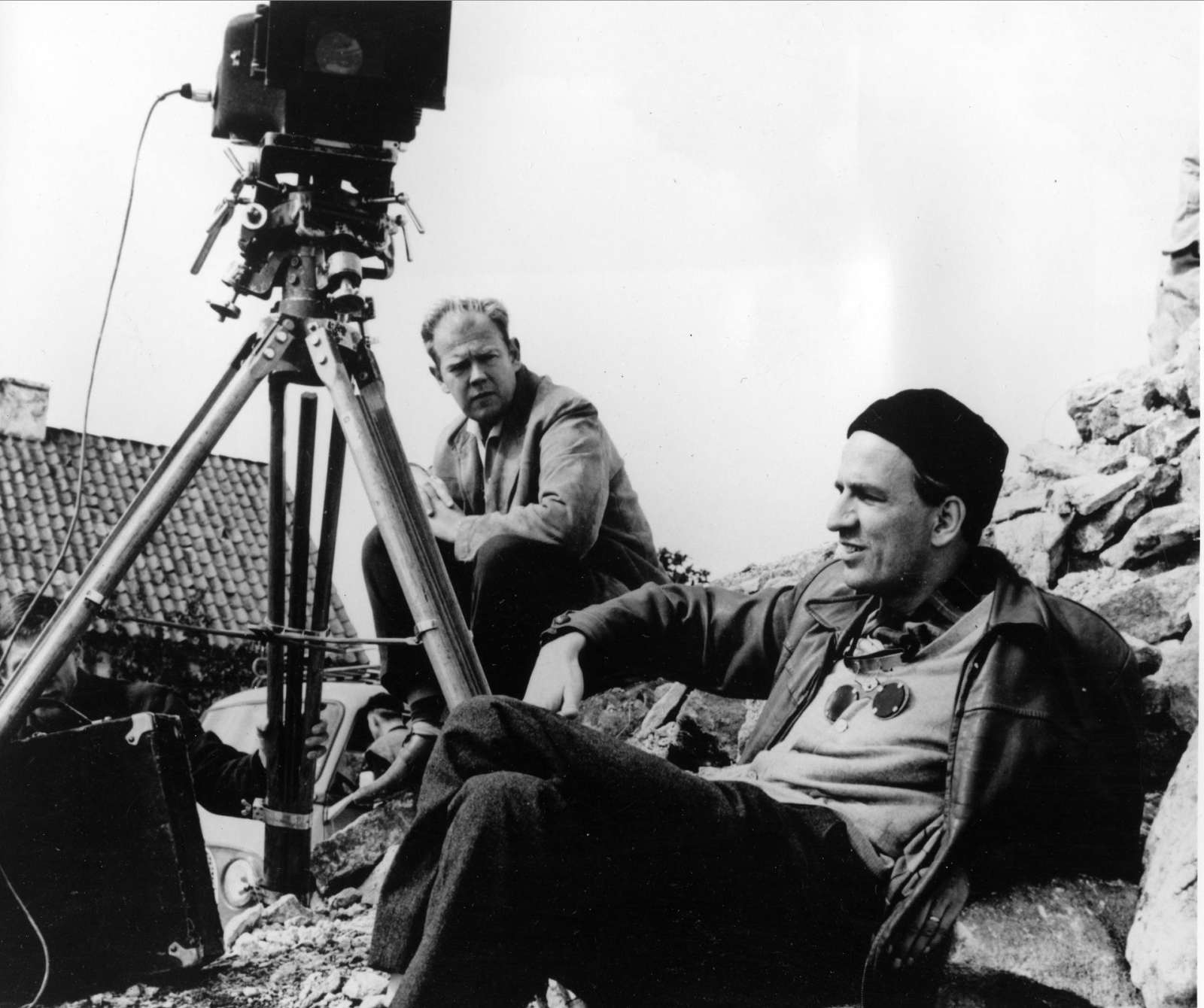
Bergman et Sven Nykvist lors du tournage de À travers le miroir.

Sourires d’une nuit d’été sélectionné au Festival de Cannes en 1956 assied la réputation d’Ingmar Bergman au-delà des frontières suédoises. Le film, réalisé dans la douleur, crée la surprise et obtient d'ailleurs un « prix de l'humour poétique ». L’année suivante, Le Septième Sceau fait sensation. Ce film, plus grave, adapté de l’une de ses pièces en un seul acte, Peinture sur bois, est une allégorie de la mort et du jugement dernier. L’accueil critique est enthousiaste. Pour Les Fraises sauvages, il reçoit l'Ours d'or du meilleur film au festival de Berlin.
La reconnaissance d’Ingmar Bergman a plusieurs conséquences. La critique suédoise, jusque-là très réservée, s'est adoucie. Les studios suédois lui laissent les coudées franches et une pleine liberté de création. Le réalisateur reçoit aussi des sollicitations de plusieurs pays pour venir tourner des films. Néanmoins, il préférera continuer à tourner en Suède. Bergman a désormais pris l’habitude d’alterner le théâtre, dans le courant de l’année, et le cinéma, pendant l’été. Il aime s’entourer de sa propre équipe et redoute le sort de certains de ses compatriotes, tels Victor Sjöström ou Mauritz Stiller qui, expatriés aux États-Unis, tombèrent en désuétude.

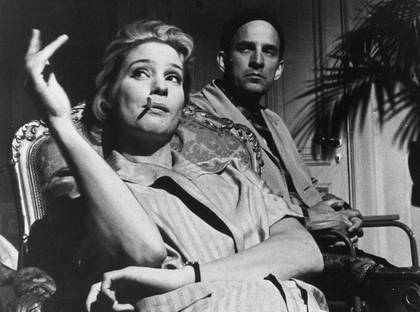
Bergman avec Ingrid Thulin durant le tournage du Silence, sorti en 1963.

En août 1958, dans les studios suédois de Råsunda, Ingmar Bergman tourne son vingtième film, Le Visage (Ansiktet, 1958) dans lequel il explore à nouveau le monde de la représentation. En dépit du talent qui lui est désormais reconnu,, les films suivants, La Source (Jungfrukällan, 1960) et L'Œil du diable (Djävulens öga, 1960) sont peu appréciés par la critique. Il faut attendre À travers le miroir (Såsom i en spegel, 1961), pour que le cinéaste regagne ses lauriers,,. Le film a des résonances métaphysiques, cherchant l'existence de Dieu par le truchement de la folie de son personnage principal, Karin, interprété par Harriet Andersson. Il est aussi initialement annoncé par Ingmar Bergman comme le premier opus d'un triptyque de « films de chambre », complété par ses deux films suivants : Les Communiants (Nattvardsgästerna, 1962) et Le Silence (Tystnaden, 1963). Mais le cinéaste revient plus tard sur cette intention de constituer une trilogie. À travers le miroir marque selon lui la fin d'un cycle et Les Communiants, une rupture. Ce dernier film, très inspiré de la figure de son père, règle ses comptes avec Dieu au travers d’un pasteur qui perd la foi ; l’existence de Dieu se trouve brusquement ébranlée et le monde apparaît aux yeux du personnage dans toute sa crudité. Le Silence ne contient aucun thème religieux, contrairement aux deux précédents films. Il traite de la relation trouble qu’entretiennent deux sœurs sur fond d’état de siège dans un pays inconnu. Si, par ailleurs, le film choque une partie de l’opinion à cause de scènes explicites, il reçoit les éloges de la critique et fait figure de chef-d’œuvre.
Bergman retrouve alors une bonne situation financière. Il épouse une pianiste professionnelle, Käbi Laretei, dont il a un enfant, et s’installe à Djursholm. Couronnement de sa carrière théâtrale, il est nommé directeur du Théâtre dramatique royal de Stockholm en janvier 1963, et entre dans ces nouvelles fonctions en juillet. Il y met en scène Qui a peur de Virginia Woolf ? d’Edward Albee. La première de la pièce coïncide d’ailleurs avec la sortie du Silence et, à cause de sa thématique sulfureuse, participe à son tour à la polémique provoquée par le film. Suivent La Légende de Hjalmar Bergman, Trois couteaux de Wei écrite par le poète suédois Harry Martinson et Hedda Gabler, pièce du célèbre dramaturge Henrik Ibsen, avec l’actrice Gertrud Fridh. Il dirige encore le Dom Juan de Molière dont une captation télévisuelle sera faite pour une chaîne pédagogique. D'une manière générale, le travail théâtral qu'il accomplit à cette époque ne satisfait pas Ingmar Bergman qui s'estime beaucoup trop accaparé par ses fonctions de directeur. Ses mises en scène ont toutefois meilleur succès que son premier long métrage en couleur, Toutes ses femmes (För att inte tala om alla dessa kvinnor, 1964), qui s'avère un échec cuisant. Le film, qui se veut une comédie légère, déçoit,. Il est, de l’aveu même d’Ingmar Bergman, un ratage complet.

### Persona, dualité et couple

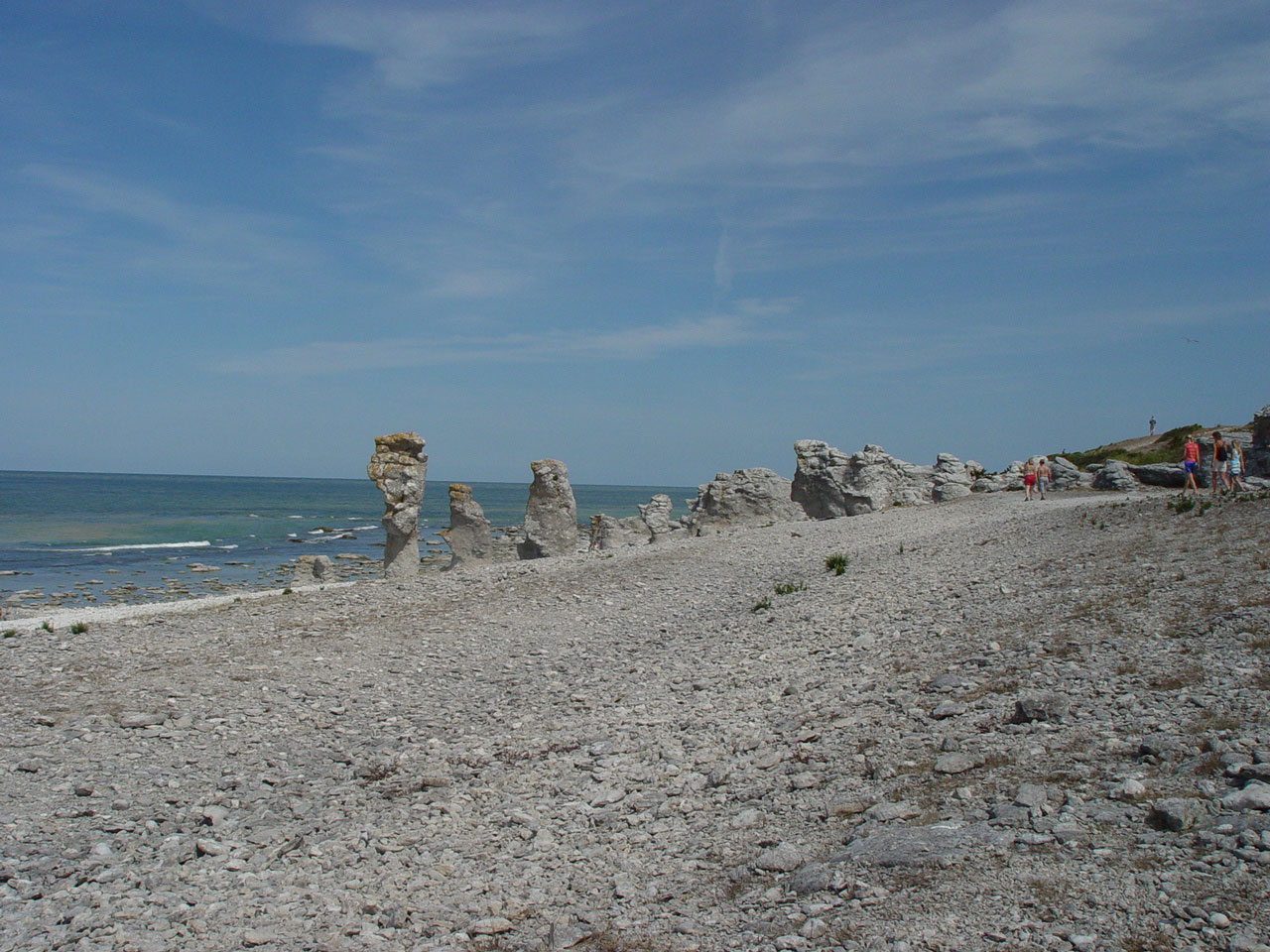
Bergman tombe sous le charme de l'île de Fårö. Il y bâtit une maison et y tourne plusieurs de ses films dont Persona. L'île sera aussi le sujet de deux documentaires qu'il lui consacre à dix ans d'intervalle, intitulés tous deux Mon île Faro (Fårö-dokument), en 1969 puis en 1979.

Le tournage de Persona, l’un des films les plus importants de la filmographie de Bergman, démarre en juillet 1965 sur l’île de Fårö. Découverte lors du tournage d’À travers le miroir, l’île est devenue l’endroit de prédilection du cinéaste. Il y fait d’ailleurs bâtir une maison qui sera sa retraite jusqu’à sa mort. Initialement, l’auteur avait l’ambition de répondre à une commande de la Svensk Filmindustri en dirigeant un film à gros budget intitulé Les Cannibales ayant pour sujet des artistes mangeurs d’hommes,. Mais il tombe sérieusement malade et, contraint de revoir ses ambitions à la baisse, s’attaque à un scénario plus simple comprenant seulement deux personnages. Le script s’inspire de la ressemblance entre les actrices Bibi Andersson et Liv Ullmann, – cette dernière est à cette époque une étoile montante de la scène norvégienne. La première incarne une infirmière ; elle veille sur la seconde, une comédienne de théâtre qui s’est murée dans un mutisme soudain. Les deux femmes se retrouvent dans une maison isolée. Cette confrontation amène l’une et l’autre à éprouver leur identité.
« Persona » est le terme latin pour « masque », celui porté par les comédiens dans les tragédies antiques. Le film joue sur une dualité de l’individu, écartelé entre son moi en représentation dans la société, et son moi intime et authentique. Le schéma intellectuel rappelle les concepts de Carl Gustav Jung qui précisément utilise la notion de persona pour l’opposer à l’âme ou psyché,. L’œuvre explore aussi le silence, l’incommunicabilité et, précisément, défend l’idée d’une nécessaire communication entre les individus. Le film bouleverse la critique par sa richesse et la sobriété de son traitement. Elle salue le travail abouti du réalisateur,.
Persona sort en 1966. Fait exceptionnel dans la carrière d’Ingmar Bergman, il faut attendre deux ans la sortie d’un nouveau long métrage du réalisateur. Dans l’intervalle, il participe à un film à sketches, Stimulantia, dans lequel il rend hommage à son fils, Daniel. Son activité, au cours de ces deux ans, est surtout vouée à la direction de son théâtre, à la tête duquel il essuie le feu nourri de la critique suédoise. Le mouvement de mai 1968 en Suède rejette Ingmar Bergman comme une figure du passé. Il se retrouve marginalisé dans le milieu culturel et chassé du Conservatoire suédois d’art dramatique où il enseigne,. Il monte des représentations théâtrales à l’étranger : Six personnages en quête d'auteur à Oslo en 1967 et Hedda Gabler à Londres en 1968. L’emprise de son travail pèse sur sa vie privée, son mariage s’érode peu à peu jusqu’à la rupture ; le cinéaste entretient par ailleurs une liaison avec Liv Ullmann depuis le tournage de Persona. Après seulement trois ans et demi à la direction du Théâtre national de Stockholm, il finit par quitter ses fonctions.
L'Heure du loup (Vargtimmen, 1968) est, dans la lignée de Persona, un film intimiste centré sur deux personnages, une femme et un homme, isolés sur une île. L’axe est plus particulièrement porté sur le personnage masculin, l’artiste, dont le réalisateur nous montre les fantasmagories et les turpitudes. À cette fin, il recourt à des séquences oniriques plastiquement fortes et habitées,,. Les deux films suivants, La Honte (Skammen) et Une passion (En Passion, 1969), sont interprétés par les mêmes acteurs, Liv Ullmann et Max von Sydow. Au travers de l’odyssée de deux artistes dans un monde en guerre – qui n’est pas sans évoquer celui qu’il a connu pendant la Seconde Guerre mondiale –, La Honte dénonce l’indifférence et l’absence d’implication des individus dans ces évènements qui bouleversent l'humanité. Une passion se recentre sur le couple, la vie conjugale et ses déchirements, thème qu’il reprend aussi dans Le Lien (Beröringen, 1970), une coproduction internationale en langue anglaise. Il tourne encore Le Rite (Riten, 1969), un moyen métrage destiné à la télévision, et écrit le scénario du téléfilm Le Mensonge, qui sera l’objet de pas moins de trois adaptations pour le petit écran – par le réalisateur suédois Jan Molander (en) (Reservatet, 1970), le Britannique Alan Bridges (The Lie, épisode de la série Play for Today, 1970) et l’Américain Alex Segal (The Lie, 1973).
De même que les films, au théâtre, la mise en scène qu’il élabore du Songe de Strindberg obtient un certain retentissement qui emmène la troupe dans une tournée européenne. 1970 marque aussi le décès du père d’Ingmar Bergman et celui de son ex-épouse Gun Hagberg. Sa liaison avec Liv Ullmann dont est née une fille, Linn, se détériore et prend fin.

### Cris et Chuchotements, l’apothéose
« Chers amis, nous allons faire un film ensemble. Comme il va être différent de tout ce que nous avons fait jusqu’à présent, le scénario que voici est aussi d’un genre inhabituel. »

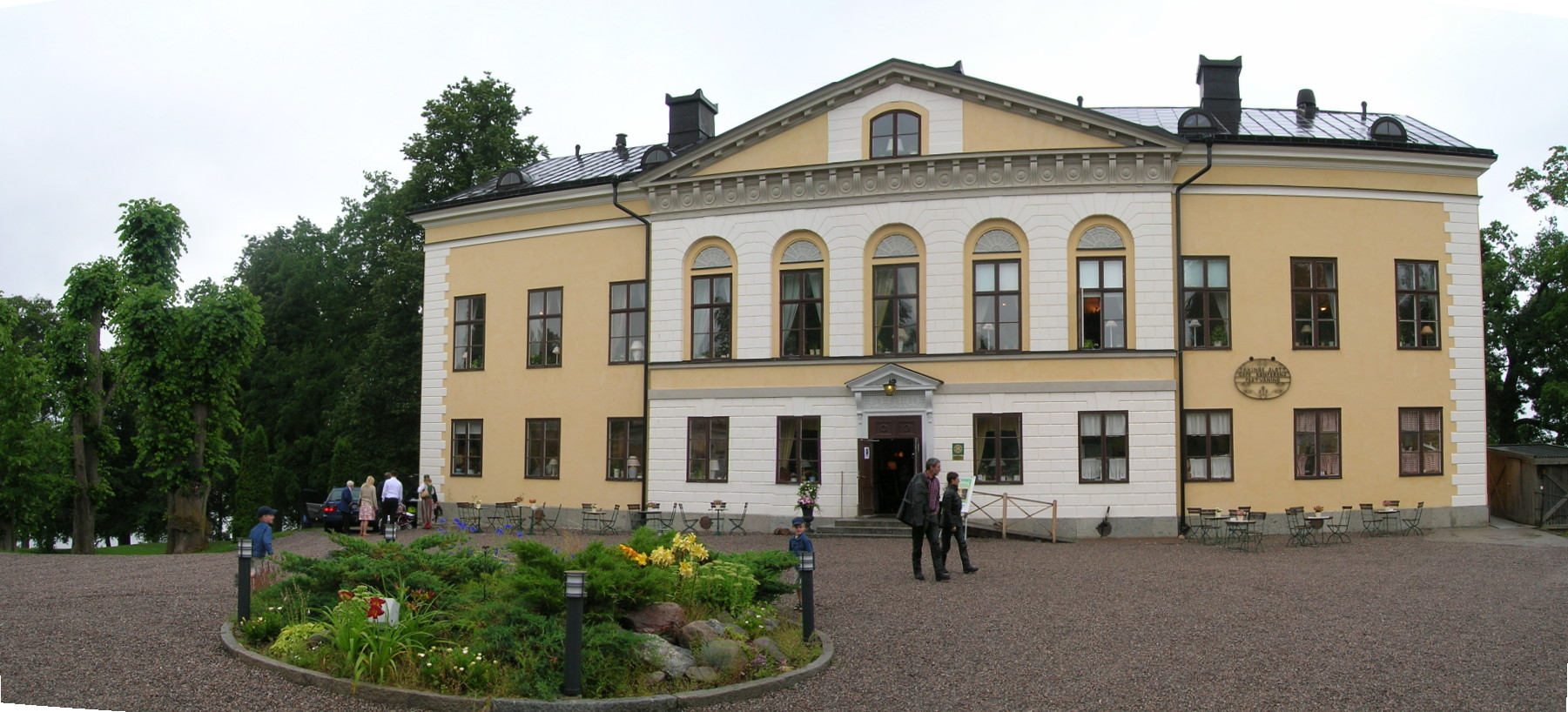
Le château Taxinge-Näsby est le décor de Cris et chuchotements. Aujourd'hui, devenu attraction touristique, il se trouvait au moment du tournage dans un état de délabrement avancé.

C’est en ces termes que courant 1971, Ingmar Bergman s’adresse à chacun des interprètes de son prochain film, Cris et Chuchotements. La lettre qui fait office de scénario décrit des impressions, des personnages et des indications scéniques. Le texte insiste sur la couleur rouge comme couleur dominante et sur la lumière naturelle qui sera la seule employée. Pour les besoins du futur tournage, le cinéaste et son chef-opérateur habituel, Sven Nykvist, se sont rendus trois semaines en repérage dans le manoir près de Mariefred qui sera le décor du film, pour étudier la façon dont la lumière pénètre dans les pièces. Le tournage a lieu en septembre 1971 et dure huit semaines. Les financements sont modestes. L'auteur obtient de Sven Nykvist et des interprètes qu’ils mettent leur salaire en participation. Pour compléter le budget, l'Institut Suédois du Film lui accorde une subvention, ce qui déclenche une polémique ; la légitimité d’Ingmar Bergman à recevoir des fonds est contestée, compte tenu de sa notoriété et de sa stature internationale,. Pour autant, la production se déroule dans de bonnes conditions et parvient à son terme. En revanche, en dépit de son succès par la suite, le film a beaucoup de mal à trouver un distributeur. C'est grâce à Roger Corman, producteur réputé de séries B, que le film d'Ingmar Bergman trouve une salle à New York pour sa première mondiale le 21 décembre 1972. Ce n'est qu'en mars 1973 qu'il est enfin projeté devant le public suédois.
L'action se déroule dans le huis clos du manoir familial, où Agnès n'en finit plus d'agoniser dans des souffrances atroces. Ses deux sœurs et leur bonne sont à son chevet, impuissantes. La tension exacerbe les passions et révèle les relations ambiguës qu'elles entretiennent entre elles. L'une, Karin, est enfermée dans un enfer névrotique, refusant le contact, répugnant à toute forme d’abandon. L'autre, Maria, est volontiers manipulatrice, jouant et se jouant des règles sociales. Toutes deux se trouvent dans l’incapacité de faire face à la souffrance de leur sœur quand la servante, Anna, au fond plus intuitive, sait accompagner les derniers instants d'Agnès avec le plus d'humanité. À cet égard, le plan demeuré célèbre, qualifié de « pietà », réunissant Agnès et la bonne, est le point culminant du film. Ingmar Bergman explore l'arbitraire de la souffrance, de la mort et ce qu'elles projettent sur autrui : terreur, rejet, compassion,… Cris et Chuchotements est accueilli comme une œuvre sublime et déroutante,… Elle constitue sans doute le point d’orgue de la carrière du réalisateur,.
Ingmar Bergman n'attend pas l'achèvement de la post-production de Cris et Chuchotements dont le traitement de la couleur en laboratoire s'éternise, pour s'attaquer à un nouveau projet ambitieux, Scènes de la vie conjugale, une série télévisée de six épisodes de 50 minutes qui raconte en huis-clos la longue et sûre érosion d’un couple incarné par Liv Ullmann et Erland Josephson. L’œuvre rencontre un succès important. Trois millions de téléspectateurs suivent les derniers épisodes, soit plus du tiers de la population suédoise de l'époque. Elle devient un phénomène de société, le feuilleton trouve des échos inattendus dans l’opinion publique ; la presse relaye, au travers d’enquêtes, l’inquiétude des couples modernes. Le créateur de la série Dallas prétendra même s’en être inspiré. Ingmar Bergman en fera un nouveau montage de deux heures et demie pour le cinéma. Il réalise ensuite deux mises en scènes pour la télévision : une adaptation du Misanthrope (Misantropen, 1974) de Molière et une autre de La Flûte enchantée (Trollflöjten, 1975) de Mozart.

### Exil
Ingmar Bergman a épousé Ingrid von Rosen en novembre 1971 – elle reste sa femme jusqu’à sa mort en 1995. Il fait un séjour avec elle à Los Angeles pour diriger un séminaire sur le cinéma. Il y rencontre des cinéastes comme William Wyler et Billy Wilder. Il y fait également la connaissance du producteur Dino De Laurentiis dont la société coproduit Face à face (Ansikte mot ansikte, 1976) qu'Ingmar Bergman, si ce n'est l'interprétation de Liv Ullmann, considère en définitive comme peu inspiré. Toutefois, la réussite de ses films précédents a suffisamment remis à flot sa société de production Cinematograph qui jouit d’une bonne situation financière. Il songe à en développer l'activité aux États-Unis afin d’obtenir de meilleures conditions de production.
Cependant, un contrôle fiscal de l'entreprise met un terme brutal à ses projets, et va jusqu'à entraîner l'arrestation du cinéaste le 30 janvier 1976. Inculpé de fraude fiscale, le metteur en scène alors en pleine répétition d'un spectacle, est emmené par la police pour un interrogatoire. Il est relâché une fois l'entretien terminé. L'événement fait la une des journaux. Choqué, le cinéaste se cloître chez lui ; sous l'impulsion de sa femme, il est conduit à l'hôpital psychiatrique quelques jours après. Bergman apprend que les poursuites à son encontre sont finalement abandonnées un mois plus tard, tandis qu'il se repose dans sa maison sur l'île de Fårö. Le 22 avril, il publie par voie de presse une lettre ouverte dans laquelle il s'explique de ses démêlés avec le Trésor public et annonce qu'il quitte la Suède. Il se rend d'abord à Paris, mais la pression médiatique dont il y fait l'objet l'engage à changer ses plans. Il s'installe finalement à Munich.

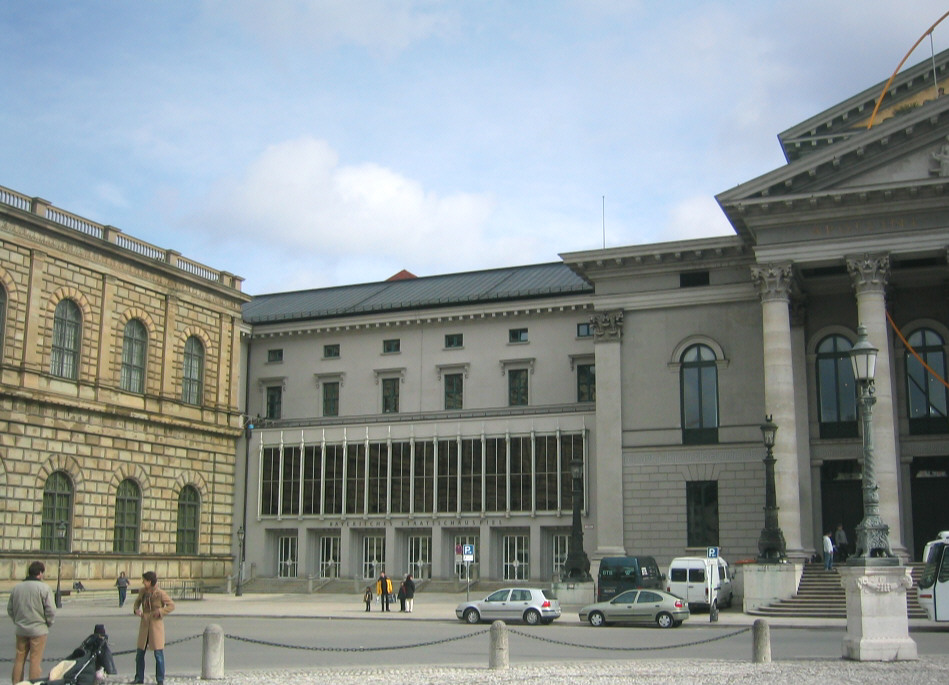
Le Residenztheater de Munich accueille Ingmar Bergman pendant sa période d'exil.

Ingmar Bergman est accueilli à bras ouverts par la ville bavaroise, il y reçoit diverses distinctions, et le théâtre de la ville, le Residenztheater, ne tarde pas à lui proposer un poste de metteur en scène. La collaboration avec les comédiens allemands n'est néanmoins pas aisée du fait de la barrière de la langue. Les relations avec l'administration du théâtre sont elles aussi difficiles. Ingmar Bergman, fort de la reconnaissance acquise y compris en Allemagne – il obtient le prix Goethe en 1976 –, commet des impairs en partie dus à son ignorance des usages locaux. Il est même remercié en juin 1981, pour être réintégré six mois plus tard après la démission du directeur. Il réussit néanmoins à monter onze spectacles. Leur succès est variable, la presse se montre sévère, mais Ingmar Bergman s'estime satisfait d'une partie d'entre eux. Il monte des pièces de Strindberg, Le Songe et Mademoiselle Julie, ainsi que des pièces contemporaines, dont Le Naufrage du Titanic de Hans Magnus Enzensberger. Ses mises en scène ne sont pas dénuées d'audace. L'une d'elles, Le Marchand de Venise de Shakespeare, est projetée au public et se termine dans le camp de concentration de Dachau après un trajet en car.
Les effets de la brouille avec la Suède durent plusieurs années. L'Œuf du serpent (The Serpent's Egg, 1977) devait être originellement tourné en Suède. À la demande de l'auteur, Dino De Laurentiis accepte de le produire à Münich. Sonate d'automne (Höstsonaten, 1978) est, quant à lui, tourné à Oslo. Il met en scène Liv Ullmann et surtout Ingrid Bergman qui avait personnellement sollicité le cinéaste quatre ans plus tôt tandis qu'elle était juré au festival de Cannes, et qu'il venait y présenter Cris et Chuchotements. Néanmoins, la seule véritable production allemande reste, pour Ingmar Bergman, De la vie des marionnettes (Aus dem Leben der Marionetten, 1980). Le film entièrement écrit et réalisé en langue allemande, est considéré par son auteur comme un de ses meilleurs en dépit de la critique hostile,.
Le séjour allemand dure finalement neuf années. Ingmar Bergman retisse progressivement des liens avec la Suède. Il y retourne passer des vacances et effectue notamment une mise en scène du Roi Lear au Théâtre dramatique de Stockholm en 1983. Il est contraint d'y poser sa caméra pour le film Fanny et Alexandre (Fanny och Alexander, 1982) inspiré en partie de souvenirs d'enfance.

### Fanny et Alexandre, le testament

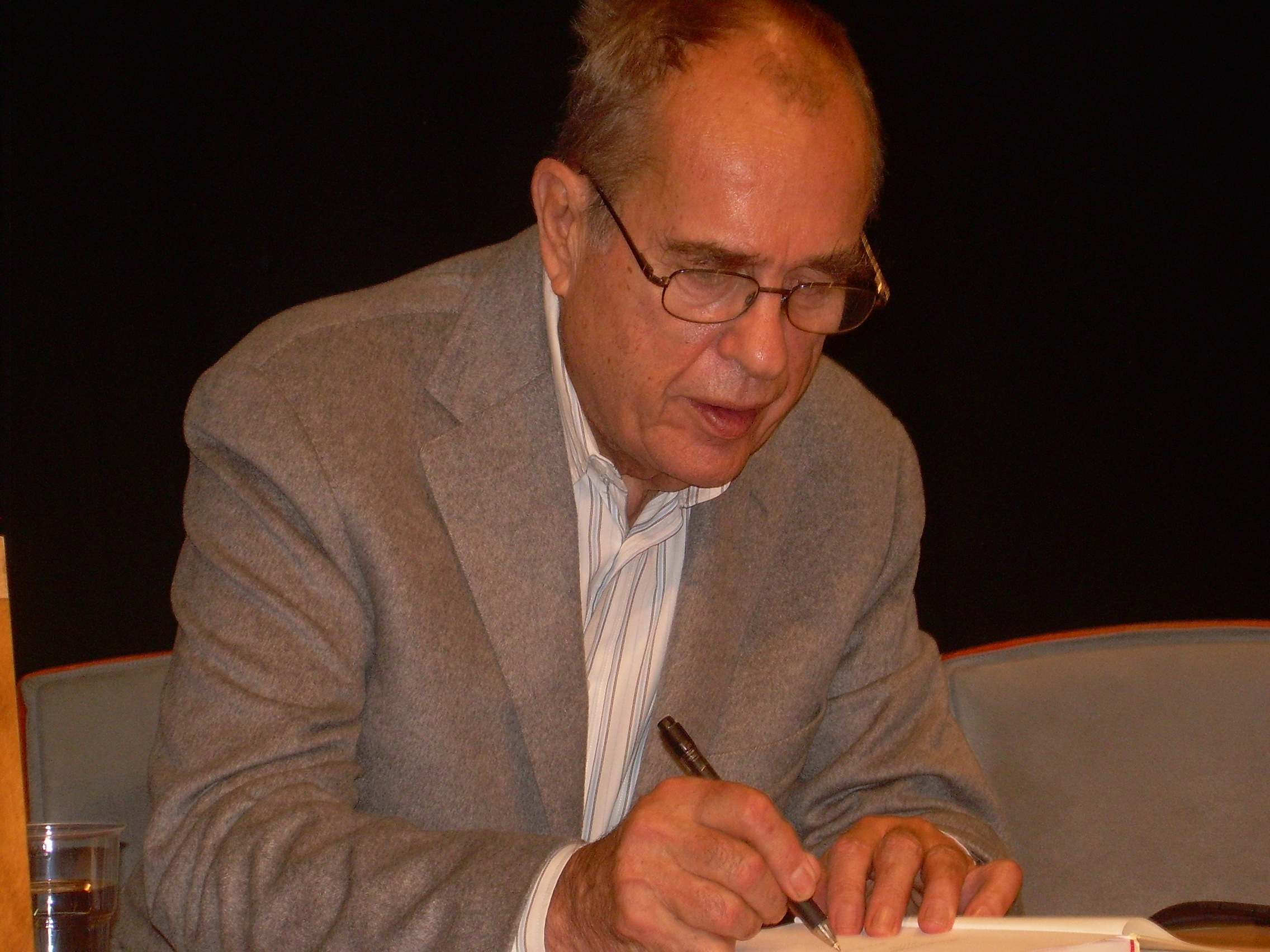
Jörn Donner (2008), directeur de l'Institut suédois du film, prend sur lui de produire Fanny et Alexandre et de faire face à la presse qui, comme pour Cris et chuchotements, reproche à l'institution son soutien à Ingmar Bergman, réalisateur reconnu.

Fanny et Alexandre est la plus ambitieuse et la plus coûteuse production d'Ingmar Bergman. Le budget approche des six millions de dollars, le film comprend une soixantaine de comédiens et un millier de figurants. Le cinéaste se tourne d'abord vers le Britannique Sir Lew Grade qui a coproduit Sonate d'automne mais celui-ci se retire quand il apprend que le film pourrait durer plus de deux heures et quart. C'est Jörn Donner, directeur de l'Institut suédois du film, qui propose de prendre en charge la production à la condition que le film soit tourné en Suède, ce que l'auteur accepte. La production suggère deux versions, l'une cinématographique de trois heures, et une autre, la plus exhaustive, pour la télévision, de cinq heures. Le cinéaste ne reconnaît véritablement que cette dernière version et demeure contrarié par la version sortie en salle. Le film est toutefois plébiscité et salué comme un chef-d'œuvre.
Fanny et Alexandre est dès le départ envisagé comme une somme de l'œuvre d'Ingmar Bergman et l'aboutissement de sa carrière. Il est aussi une rupture car l'auteur aborde l'enfance, un thème inédit dans sa longue filmographie. L'angle choisi est le regard de son jeune héros, Alexandre, et de sa sœur cadette, Fanny, qui vivent et subissent le remariage de leur mère avec un prédicateur tyrannique. Les aspects initiatique et picaresque du film comme le dénouement féérique de l'intrigue participent à sa singularité dans la carrière du cinéaste mais aussi de son caractère testamentaire. L'issue est en définitive la sublimation des tourments au travers de l'imaginaire de l'enfant, soit de la création.
Bergman prend sa décision de se retirer du cinéma au cours du tournage. La retraite annoncée reste pourtant active. La suite de sa carrière depuis lors se concentre, certes à un rythme moins soutenu qu'auparavant, au théâtre et à la réalisation de téléfilms.

### Épilogue

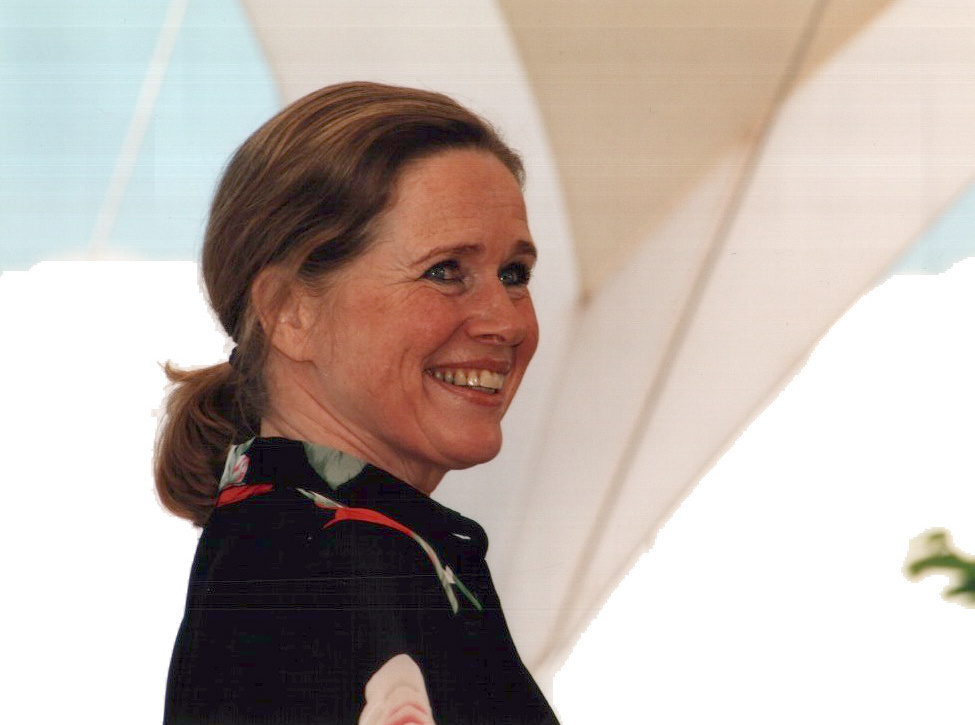
Liv Ullmann en 2000, au festival de Cannes. Elle présente en compétition le film qu'elle a dirigé, Infidèle, tiré d'un scénario d'Ingmar Bergman.

Une partie des téléfilms font l'objet de sortie en salle, mais contre la volonté du réalisateur, pour qui ces œuvres audiovisuelles sont uniquement destinées au petit écran. C'est le cas notamment d'Après la répétition (Efter repetitionen, 1984) que d'aucuns ont considéré comme un post-scriptum à Fanny et Alexandre mais qui, selon le réalisateur, ne se situe pas dans la continuité de son œuvre cinématographique. Il s'agit d'un hommage à l'actrice suédoise Gertrud Fridh réunissant Erland Josephson, Ingrid Thulin et Lena Olin – fille du comédien Stig Olin qui a joué dans plusieurs des premiers films du cinéaste. À l'origine, Ingmar Bergman imagine une correspondance entre une comédienne et son metteur en scène. Il reprend le script pour en faire un dialogue et évoquer son travail de metteur en scène. La production peine car, selon le cinéaste, Ingrid Thulin s'identifie trop au rôle et Erland Josephson, débordé, a du mal à retenir ses textes ; il coupe près de vingt minutes de séquences au montage.
Afin cette fois de déjouer une sortie cinématographique, il tourne Les Deux Bienheureux (De Två saliga, 1986) en vidéo. L'œuvre obtient d'ailleurs un prix dans la catégorie télévision à la Mostra de Venise. Il supervise aussi plusieurs captations télévisuelles de ses propres mises en scène telles La Marquise de Sade (Markisinnan de Sade, 1992), Les Bacchantes (Backanterna, 1993), Sista skriket (1995), Bildmakarna (2000) ainsi qu'une mise en scène d'Alf Sjöberg, L'École des femmes (Hustruskolan, 1983), en son hommage, après le dramatique accident de la route qui l'a emporté. En 1997, il écrit et réalise un nouveau téléfilm, En présence d'un clown (Larmar och gör sig till), qui ne connaît pas de sortie cinématographique, sinon des projections ponctuelles, notamment dans la sélection Un certain regard au festival de Cannes.
S'il ne revient pas à proprement parler à la réalisation cinématographique, Bergman s'autorise l'écriture de plusieurs scénarios. Ainsi en est-il des Meilleures Intentions (Den Goda viljan, 1992), adapté avec succès par le réalisateur danois Bille August – également publié sous forme de roman. Le film raconte un épisode de la vie des parents Bergman ; il obtient la Palme d'or au festival de Cannes 1992. La même année, il écrit un scénario pour son fils Daniel Bergman, Les Enfants du dimanche (Söndagsbarn), puis deux autres pour Liv Ullmann, Entretiens privés (Enskilda samtal, 1996) et Infidèle (Trolösa, 2000).
Le cinéaste s'attache très nettement à distinguer son œuvre cinématographique qu'il estime achevée avec Fanny et Alexandre, de son œuvre télévisuelle qui perdure. Reste que cette dernière emprunte les mêmes thèmes et questionnements et, à cet égard, il est difficile de s'empêcher de les mettre en perspective. Les téléfilms que Bergman réalise, évoquent par exemple, comme d'autres films, le processus créatif et s'inspirent de sa propre histoire. Si l'on exclut l'idée d'une continuité, ils peuvent être vus comme une forme de résonance des thèmes et intrigues de ses films, comme une réflexion sur son œuvre cinématographique. Ainsi, En présence d'un clown pousserait plus loin – et jusqu'au grotesque – la représentation de la mort. Sarabande (Saraband), dernier film du réalisateur, peut aussi, dans cette idée, être présenté comme un développement de Scènes de la vie conjugale. Il se présente même comme une suite de ce dernier : les personnages se retrouvent trente années après s'être séparés. Ce dernier opus, tourné en numérique haute définition, sort en 2003.
Depuis 1995, l'année où sa femme Ingrid meurt d'un cancer de l'estomac, le cinéaste estime avoir perdu le goût de la vie. Il en fait l'aveu en 2000, lors d'un entretien télévisé en compagnie d'Erland Josephson : « Continuer à vivre me laisse indifférent. Je tente de maintenir ma vie en ordre, de respecter un schéma. Je me lève à six heures, je travaille méthodiquement le matin. Ensuite il y a le théâtre. Mais le fait même de vivre est lourd,. » Après la sortie de Sarabande, Ingmar Bergman cesse toute activité artistique.

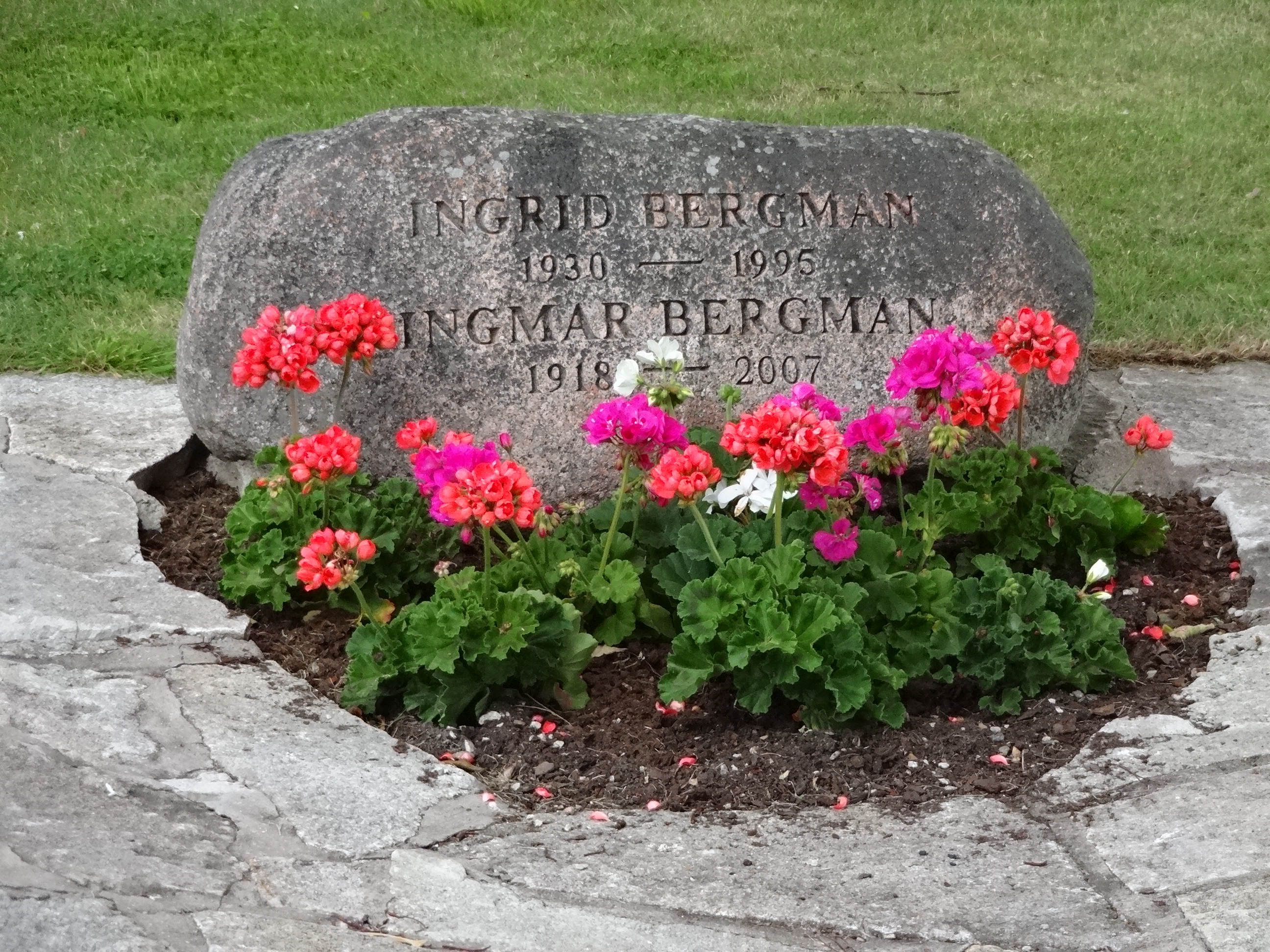
Sépulture d'Ingmar Bergman et de sa dernière épouse.

Il meurt le 30 juillet 2007 à l’âge de 89 ans dans sa maison à l’île de Fårö, le même jour que Michelangelo Antonioni. La nouvelle de sa mort est rapportée par la presse du monde entier, unanime sur la disparition d'« un maître du cinéma ». Une cérémonie intime a lieu à l'église de Fårö et il est enterré au cimetière de l'église.

### Famille
Ingmar Bergman a été marié cinq fois et a eu neuf enfants :
1. De 1943 à 1946 avec la danseuse et chorégraphe suédoise Else Fisher (1er mars 1918 - 3 mars 2006), avec qui il a eu une fille[95],[96],[97], l'actrice Lena Bergman, née le 21 décembre 1943.
2. De 1947 à 1952 avec l'actrice, chorégraphe et metteur en scène de théâtre suédoise Ellen Hollender (ou Ellen Lundstrom — 23 avril 1919 - 6 mars 2007) dont il a eu quatre enfants[95],[96] : Eva Bergman, réalisatrice née le 5 septembre 1945, mariée à l'écrivain Henning Mankell, Jan Bergman, réalisateur et metteur en scène de théâtre (1946-2000), Anna Bergman, actrice, et son frère jumeau Mats Bergman, acteur, nés le 5 mai 1948.
3. De 1952 à 1959 avec la traductrice et docteure en philosophie Gunvor Hagberg (1916-1971), avec qui il a eu un fils[95],[97],[98], le capitaine d'aviation Ingmar Bergman né en 1951.
4. De 1959 à 1969 avec la pianiste estonienne Kabi Laretei (14 juillet 1922 - 31 octobre 2014), avec qui il a eu un fils[95],[96],[97], Daniel Bergman réalisateur né le 7 septembre 1962.
5. À partir de 1971 avec la réalisatrice suédoise Ingrid von Rosen (née Ingrid Karlebo — 17 janvier 1930 - 20 mai 1995)[95],[97] de qui il avait précédemment eu une fille (en 1959), l'écrivaine Maria von Rosen[99].

Ingmar Bergman est aussi le père de Linn Ullmann, romancière et critique norvégienne, née le 9 août 1966 de sa relation avec l'actrice Liv Ullmann.

## Filmographie

### Réalisateur et scénariste

#### Cinéma
- 1946 : Crise (Kris)
- 1946 : Il pleut sur notre amour (Det regnar på vår kärlek)
- 1947 : L'Éternel Mirage (Skepp till India land)
- 1948 : Musique dans les ténèbres (Musik i mörker)
- 1948 : Ville portuaire (Hamnstad)
- 1949 : La Prison (Fängelse)
- 1949 : La Fontaine d'Aréthuse ou La Soif (Törst)
- 1950 : Vers la joie (Till glädje)
- 1950 : Cela ne se produirait pas ici (Sånt händer inte här)
- 1951 : Jeux d'été (Sommarlek)
- 1952 : L'Attente des femmes (Kvinnors väntan)
- 1953 : Un été avec Monika ou Monika et le désir (Sommaren med Monika)
- 1953 : La Nuit des forains (Gycklarnas afton)
- 1954 : Une leçon d'amour (En Lektion i kärlek)
- 1955 : Rêves de femmes (Kvinnodröm)
- 1955 : Sourires d'une nuit d'été (Sommarnattens leende)
- 1957 : Le Septième Sceau (Det Sjunde inseglet)
- 1957 : Les Fraises sauvages (Smultronstället)
- 1958 : Au seuil de la vie (Nära livet)
- 1958 : Le Visage (Ansiktet)
- 1960 : La Source (Jungfrukällan)
- 1960 : L'Œil du diable (Djävulens öga)
- 1961 : À travers le miroir (Såsom i en spegel)
- 1963 : Les Communiants (Nattvardsgästerna)
- 1963 : Le Silence (Tystnaden)
- 1964 : Toutes ses femmes (För att inte tala om alla dessa kvinnor)
- 1966 : Persona
- 1967 : Daniel, sketch pour le film collectif Stimulantia
- 1968 : L'Heure du loup (Vargtimmen)
- 1968 : La Honte (Skammen)
- 1969 : Le Rite (Riten), ce téléfilm eut une diffusion restreinte dans des salles de cinéma suédoises
- 1969 : Une passion (En Passion)
- 1971 : Le Lien (Beröringen)
- 1972 : Cris et Chuchotements (Viskningar och rop)
- 1973 : Scènes de la vie conjugale (Scener ur ett äktenskap)
- 1975 : La Flûte enchantée (Trollflöjten)
- 1976 : Face à face (Ansikte mot ansikte)
- 1977 : L'Œuf du serpent (The Serpent's Egg)
- 1978 : Sonate d'automne (Höstsonaten)
- 1982 : Fanny et Alexandre (Fanny och Alexander)
- 1984 : Le Visage de Karin (Karins ansikte) (court métrage de 14 minutes)
- 1986 : Dokument Fanny och Alexander
- 2004 : Sarabande (Saraband)

#### Télévision
- 1957 : Herr Sleeman kommer, sur un scénario de Hjalmar Bergman, avec Bibi Andersson et Max von Sydow
- 1958 : Venetianskan, avec Gunnel Lindblom et Folke Sundquist
- 1958 : Rabies, avec Bibi Andersson, Gunnel Lindblom, Folke Sundquist et Max von Sydow
- 1963 : Le Songe (Ett drömspel)
- 1965 : Don Juan (feuilleton)
- 1969 : Le Rite (Riten), ce téléfilm eut une diffusion restreinte dans des salles de cinéma suédoises
- 1969 : Mon île Faro (Fårö-dokument), premier documentaire sur l'île Faro
- 1973 : Scènes de la vie conjugale (Scener ur ett äktenskap), version longue en 6 épisodes
- 1974 : Le Misanthrope (Misantropen)
- 1979 : Mon île Faro (Fårö-dokument), second documentaire, dix ans après, sur l'île Faro
- 1980 : De la vie des marionnettes (Aus dem Leben der Marionetten)
- 1982 : Fanny et Alexandre (Fanny och Alexander), version longue en quatre parties
- 1983 : L'École des femmes (Hustruskolan)
- 1984 : Après la répétition (Efter repetitionen)
- 1986 : Les Deux Bienheureux (De Två saliga)
- 1992 : La Marquise de Sade (Markisinnan de Sade)
- 1993 : Les Bacchantes (Backanterna)
- 1995 : Sista skriket
- 1997 : En présence d'un clown (Larmar och gör sig till)
- 2000 : Bildmakarna
- 2003 : Sarabande (Saraband)

### Scénariste

#### Cinéma
- 1944 : Tourments (Hets) d'Alf Sjöberg
- 1947 : La Femme sans visage (Kvinna utan ansikte) de Gustaf Molander
- 1948 : Sensualité (Eva) de Gustaf Molander
- 1950 : Medan staden sover de Lars-Eric Kjellgren
- 1951 : Frånskild de Gustaf Molander
- 1956 : Sista paret ut de Alf Sjöberg
- 1957 : Nattens ljus de Lars-Eric Kjellgren
- 1961 : Le Jardin des plaisirs (Lustgården) d'Alf Kjellin
- 1992 : Les Meilleures Intentions (Den Goda viljan) de Bille August
- 1992 : Les Enfants du dimanche (Söndagsbarnde) Daniel Bergman
- 2000 : Infidèle (Trolösa) de Liv Ullman

#### Télévision
- 1970 : Le Mensonge (Reservatet) de Jan Molander (en)
- 1970 : Le Mensonge, épisode de la série Play for Today d’Alan Bridges
- 1973 : Le Mensonge (The Lie) d’Alex Segal
- 1990 : A Little Night Music de Scott Ellis (en)
- 1996 : Entretiens privés (Enskilda samtal) de Liv Ullmann
- 2015 : Une histoire d'âme de Bénédicte Acolas, avec Sophie Marceau

### Producteur
- 1977 : Paradis d'été (Paradistorg) de Gunnel Lindblom
- 1981 : Sally et la Liberté (Sally och friheten) de Gunnel Lindblom

## Théâtre
Pièces jouées au Théâtre dramatique royal de Stockholm (Kungliga Dramatiska Teatern en suédois, abrégé Dramaten) comme metteur en scène, sauf mention contraire :
- 1951 : Det lyser i kåken de Björn-Erik Höijer (en), avec Maj-Britt Nilsson
- 1955 : Trämålning, avec Bibi Andersson, Mona Malm (comme auteur)
- 1961 : La Mouette (titre original : Чайка ; titre suédois : Måsen) d'Anton Tchekhov, avec Eva Dahlbeck
- 1963 : Qui a peur de Virginia Woolf ? (titre original : Who's afraid of Virginia Woolf ? ; titre suédois : Vem är rädd för Virginia Woolf ?) d'Edward Albee, avec Bibi Andersson
- 1963 : Sagan de Hjalmar Bergman, avec Erland Josephson, Bibi Andersson, Renée Björling
- 1964 : Tre knivar från Wei d'Harry Martinson, avec Renée Björling, Mona Malm, Inga Tidblad
- 1964 : Hedda Gabler d'Henrik Ibsen, avec Renée Björling
- 1965 : Dom Juan ou le Festin de pierre (Don Juan) de Molière
- 1966 : L'Instruction (titre original : Die Ermittlung ; titre suédois : Rannsakningen) de Peter Weiss, avec Erland Josephson, Anita Björk
- 1966 : L'École des femmes (Hustruskolan) de Molière, avec Erland Josephson, Bibi Andersson
- 1969 : Woyzeck de Georg Büchner
- 1970 : Le Songe (Ett drömspel) d'August Strindberg, avec Allan Edwall, Renée Björling
- 1971 : Show de Lars Forssell, avec Harriet Andersson, Allan Edwall
- 1972 : Le Canard sauvage (Vildanden) d'Henrik Ibsen, avec Max von Sydow, Erland Josephson, Harriet Andersson
- 1973 : La Sonate des spectres (Spöksonaten) d'August Strindberg, avec Harriet Andersson
- 1974 : À Damas (Till Damaskus) d'August Strindberg
- 1975 : La Nuit des rois, ou Ce que vous voudrez (titre original : Twelfth Night, or What you will ; titre suédois : Trettondagsafton) de William Shakespeare, avec Bibi Andersson
- 1984 : Le Roi Lear (titre original : King Lear ; titre suédois : Kung Lear) de William Shakespeare, avec Ewa Fröling, Jarl Kulle, Lena Olin, Peter Stormare
- 1985 : Mademoiselle Julie (Fröken Julie) d'August Strindberg, avec Peter Stormare, Lena Olin
- 1985 : John Gabriel Borkman d'Henrik Ibsen, Théâtre national de l'Odéon, avec Heinz Bennent
- 1986 : Le Songe (Ett drömspel) d'August Strindberg, avec Lena Olin
- 1986 : Hamlet de William Shakespeare, avec Peter Stormare
- 1988 : Le Long Voyage vers la nuit (titre original : Long Day's Journey into Night ; titre suédois : Lång dags färd mot natt) d'Eugene O'Neill, avec Peter Stormare, Jarl Kulle, Bibi Andersson
- 1989 : Madame de Sade (titre original : サド侯爵夫人 - Sado Kōshaku Fujin ; titre suédois : Markisinnan de Sade) de Yukio Mishima, avec Anita Björk
- 1989 : Une maison de poupée (titre original : Et dukkehjem - titre suédois : Ett dockhem) d'Henrik Ibsen, avec Erland Josephson
- 1991 : Peer Gynt d'Henrik Ibsen, avec Bibi Andersson
- 1991 : Mademoiselle Julie (Fröken Julie) d'August Strindberg, avec Peter Stormare, Lena Olin (reprise)
- 1993 : Sista skriket (comme metteur en scène et auteur) (adaptée pour la télévision en 1995)
- 1993 : Le Temps et la chambre (titre original : Die Zeit und das Zimmer ; titre suédois : Rummet och tiden) de Botho Strauss, avec Erland Josephson
- 1994 : Les Variations Goldberg (titre original : Die Goldberg-Variationen ; titre suédois : Goldbergvariationer) de George Tabori, avec Bibi Andersson, Erland Josephson
- 1994 : Le Conte d'hiver (titre original : The Winter's Tale ; titre suédois : Vintersagan) de William Shakespeare, avec Bibi Andersson, Pernilla August
- 1995 : Le Misanthrope ou l'Atrabilaire amoureux (Misantropen) de Molière, avec Jarl Kulle
- 1995 : Yvonne, princesse de Bourgogne (titre original : Iwona, księżniczka Burgunda ; titre suédois : Yvonne) de Witold Gombrowicz, avec Erland Josephson
- 1996 : Les Bacchantes (titre original : Βάκχαι - Bákkhai ; titre suédois : Backanterna) d'Euripide, avec Erland Josephson, Anita Björk
- 1998 : Bildmakarna de Per Olof Enquist, avec Anita Björk (adaptée pour la télévision en 2000)
- 2000 : La Sonate des spectres (Spöksonaten) d'August Strindberg, avec Erland Josephson
- 2000 : Marie Stuart (titre original et suédois : Maria Stuart) de Friedrich von Schiller, avec Pernilla August, Erland Josephson
- 2002 : Les Revenants (titre original : Gengangare ; titre suédois : Gengångare) d'Henrik Ibsen, avec Pernilla August

## Distinctions
Oscar du cinéma
- Oscars 1960 : nommé à l'Oscar du meilleur scénario original pour Les Fraises sauvages (Smultronstället)
- Oscars 1961 : Oscar du meilleur film en langue étrangère pour La Source (Jungfrukällan)
- Oscars 1962 : Oscar du meilleur film en langue étrangère et nommé à l’Oscar du meilleur scénario original pour À travers le miroir (Såsom i en spegel)
- Oscars 1974 : nommé à l’Oscar du meilleur réalisateur, à l’Oscar du meilleur scénario original, et du meilleur film pour Cris et Chuchotements (Viskningar och rop)
- Oscars 1977 : nommé à l’Oscar du meilleur réalisateur pour Face à face (Ansikte mot ansikte)
- Oscars 1979 : nommé à l’Oscar du meilleur scénario original pour Sonate d'automne (Höstsonaten)
- Oscars 1984 : Oscar du meilleur film en langue étrangère et nommé à l’Oscar du meilleur réalisateur, à l’Oscar du meilleur scénario original pour Fanny et Alexandre (Fanny och Alexander)

BAFTA Awards
- Bafta 1957 : nommé au BAFTA Award du meilleur film pour Sourires d'une nuit d'été
- Bafta 1959 : nommé au BAFTA Award du meilleur film pour Les Fraises sauvages
- Bafta 1960 : nommé au BAFTA Award du meilleur film pour Le Visage (Ansiktet)
- Bafta 1963 : nommé au BAFTA Award du meilleur film pour À travers le miroir
- Bafta 1984 : nommé au British Academy Film Award du meilleur film étranger pour Fanny et Alexandre (Fanny och Alexander)

Berlinale
- Berlinale 1958 : Ours d'or pour Les Fraises sauvages (Smultronstället)
- Berlinale 1962 : en compétition officielle avec À travers le miroir (Såsom i en spegel)
- 1962 : OCIC Award pour À travers le miroir (Såsom i en spegel)

Bodil Awards
- 1957 : Bodil du meilleur film européen pour Sourires d'une nuit d'été (Sommarnattens leende)
- 1959 : Bodil du meilleur film européen pour Les Fraises sauvages (Smultronstället)
- 1974 : Bodil du meilleur film européen pour Cris et Chuchotements (Viskningar och rop)
- 1979 : Bodil du meilleur film européen pour Sonate d'automne (Höstsonaten)

Festival de Cannes
- Festival de Cannes 1956 : sélectionné en compétition officielle avec Sourires d'une nuit d'été (Sommarnattens leende)
- Festival de Cannes 1956 : meilleur humour poétique pour Sourires d'une nuit d'été (Sommarnattens leende)
- Festival de Cannes 1957 : prix du jury pour Le Septième Sceau (Det sjunde inseglet)
- Festival de Cannes 1958 : sélectionné en compétition officielle avec Au seuil de la vie (Nära livet)
- Festival de Cannes 1958 : prix de la mise en scène pour Au seuil de la vie (Nära livet)
- Festival de Cannes 1960 : sélectionné en compétition officielle avec La Source (Jungfrukällan)
- Festival de Cannes 1960 : mention spéciale pour La Source (Jungfrukällan)
- Festival de Cannes 1973 : Grand prix technique pour Cris et Chuchotements (Viskningar och rop)
- Festival de Cannes 1997 : Palme des palmes, récompense spéciale décernée lors du cinquantenaire du Festival de Cannes 1997
- Festival de Cannes 1998 : prix du jury œcuménique

César du cinéma
- Césars 1976 : nommé au César du meilleur film étranger pour La Flûte enchantée (Trollflöjten)
- Césars 1979 : nommé au César du meilleur film étranger pour Sonate d'automne (Höstsonaten)
- Césars 1984 : César du meilleur film étranger pour Fanny et Alexandre (Fanny och Alexander)
- Césars 2005 : nommé au César du meilleur film de l'Union européenne pour Sarabande (Saraband)

Festival David di Donatello
- 1974 : David du meilleur réalisateur pour Cris et Chuchotements (Viskningar och rop)
- 1984 : David du meilleur réalisateur, du meilleur scénario, et du meilleur film étranger pour Fanny et Alexandre (Fanny och Alexander)
- 1986 : Luchino Visconti Award

Mostra de Venise
- Mostra de Venise 1948 : sélectionné en compétition officielle avec Musique dans les ténèbres (Musik i mörker)
- Mostra de Venise 1958 : prix de la critique pour Les Fraises sauvages (Smultronstället)
- Mostra de Venise 1959 : sélectionné en compétition officielle avec Le Visage (Ansiktet)
- Mostra de Venise 1959 : prix spécial de la critique pour Le Visage (Ansiktet)
- Mostra de Venise 1971 : Lion d'or pour sa carrière
- Mostra de Venise 1983 : prix FIPRESCI pour Fanny et Alexandre (Fanny och Alexander)

New York Film Critics Circle Awards
- 1973 : meilleur réalisateur et meilleur scénario pour Cris et Chuchotements (Viskningar och rop)
- 1974 : meilleur scénario pour Scènes de la vie conjugale (Scener ur ett äktenskap)
- 1983 : meilleur réalisateur pour Fanny et Alexandre (Fanny och Alexander)

National Society of Film Critics Awards
- 1968 : meilleur réalisateur pour Persona
- 1969 : meilleur réalisateur pour La Honte (Skammen)
- 1971 : meilleur réalisateur pour Une passion (En Passion)
- 1973 : meilleur scénario pour Cris et Chuchotements (Viskningar och rop)
- 1975 : meilleur scénario pour Scènes de la vie conjugale (Scener ur ett äktenskap)
- 1975 : Prix spécial pour La Flûte enchantée (Trollflöjten)

Italian National Syndicate of Film Journalists
- 1960 : meilleur réalisateur pour Les Fraises sauvages (Smultronstället)
- 1961 : meilleur réalisateur pour Le Septième sceau (Det Sjunde inseglet)
- 1974 : meilleur réalisateur pour Cris et Chuchotements (Viskningar och rop)
- 1979 : meilleur réalisateur pour Sonate d'automne (Höstsonaten)
- 1984 : meilleur réalisateur pour Fanny et Alexandre (Fanny och Alexander)

Golden Globe Award
- 1959 : Golden Globe du meilleur film en langue étrangère pour Les Fraises sauvages (Smultronstället)
- 1960 : Golden Globe du meilleur film en langue étrangère pour La Source (Jungfrukällan)
- 1974 : Golden Globe du meilleur film en langue étrangère pour Scènes de la vie conjugale (Scener ur ett äktenskap)
- 1976 : Golden Globe du meilleur film en langue étrangère pour Face à face (Ansikte mot ansikte)
- 1978 : Golden Globe du meilleur film en langue étrangère pour Sonate d'automne (Höstsonaten)
- 1983 : Golden Globe du meilleur film en langue étrangère pour Fanny et Alexandre (Fanny och Alexander)

#### Écrits de Bergman
- Ingmar Bergman, Laterna magica, Gallimard, coll. « Folio », 2001 (1re éd. 1987), 380 p. (ISBN 978-2-07-038338-2).
- Ingmar Bergman, Images, Paris, Gallimard, 23 janvier 1992, 407 p. (ISBN 978-2-07-072468-0)
- Ingmar Bergman Les meilleures intentions, Gallimard, Paris, 1992
- Ingmar Bergman, Ingmar Bergman, carnets 1955-2001, Carlotta, 2022, 1100 p., 15 x 20 x 5 cm (ISBN 1093798173)

#### Scénarios
- Ingmar Bergman, Œuvres (premier volume), trad. et adapt. du suédois par C. G. Bjurström et Maurice Pons (avec une introduction d'Ingmar Bergman), édité par Robert Laffont, 453 pages, 1962 ; ouvrage regroupant les scénarios de Sommarlek, La Nuit des forains, Sourires d'une nuit d'été, Le Septième Sceau, Les Fraises sauvages et Le Visage
- Ingmar Bergman, Une trilogie, trad. et adapt. J. Robnard, édité par Robert Laffont, 271 pages, 1964 ; ouvrage regroupant les scénarios de À travers le miroir, Les Communiants et Le Silence
- Ingmar Bergman, L'Œuf du serpent, trad. par C. G. Bjurström et Lucie Albertini, édité par Gallimard, 1978
- Ingmar Bergman, Cris et Chuchotements, trad. par C. G. Bjurström et Lucie Albertini, édité par Gallimard, 1979 (contient aussi Persona et Le Lien)
- Ingmar Bergman, Les Meilleurs Intentions  (ISBN 2070389502), édité par Gallimard, 496 pages, 1994
- Ingmar Bergman, Fanny et Alexandre  (ISBN 2070405648), édité par Gallimard, 274 pages, 1998

#### Sur Ingmar Bergman
- Olivier Assayas et Stig Björkman, Conversation avec Bergman, Cahiers du cinéma, coll. « Petite bibliothèque des Cahiers du cinéma », 9 mars 2006 (1re éd. 1990), 124 p..
- Jacques Aumont, Ingmar Bergman : Mes films sont l'explication de mes images, Cahiers du cinéma, coll. « Auteurs », 2003.
- N. T. Binh, Ingmar Bergman, le magicien du Nord, Paris, Gallimard, coll. « Découvertes », 1993.
- Francis Guyon et Jean Béranger, Ingmar Bergman, Lyon, Premier Plan, 1964.
- Anatoly Livry, Ingmar Bergman et le national-socialisme hitlérien, Paris, Alba Leone, 2020 (ISBN 978-973-0-32992-6).
- Dr Anatoly Livry, « Ingmar Bergman : Ces golems qui formatent l'Occident », Le Harfang, Drummondville (Québec), automne 2023, p. 41-44,  http://anatoly-livry.e-monsite.com/medias/files/2023-10-harfang-livry.pdf
- Jacques Mandelbaum, Ingmar Bergman, Paris, Cahiers du cinéma et Le Monde, coll. « Grands cinéastes », 3 janvier 2008, 95 p. (ISBN 978-2-86642-495-4).
- Raphaël Yung Mariano, Scènes de la vie familiale : Ingmar Bergman, Paris, L'Harmattan, 2017.
- Denis Marion, Ingmar Bergman, Gallimard, coll. « Idées », 1979.
- Joseph Marty, Ingmar Bergman, Une poétique du désir, éditions du Cerf, 1991.
- Jean Narboni, En présence d'un clown, de Ingmar Bergman, Bruxelles, Yellow Now, 2007.